# St. George (Karolina Południowa)
St. George – miasto w Stanach Zjednoczonych, w stanie Karolina Południowa, siedziba administracyjna hrabstwa Dorchester.